# Tulipa gesneriana

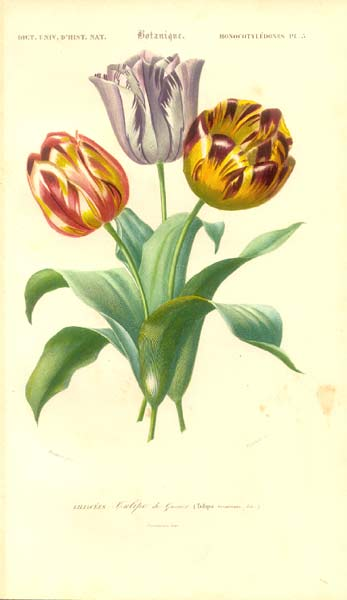
Tulipa gesneriana del D'Orbigny's Dictionnaire D'Histoire Naturelle, 1849.

Tulipa gesneriana L. o "Didier's tulip" es una especie de tulipán perteneciente a la familia Liliaceae. 

## Origen y hábitat
Esta especie tiene origen incierto, posiblemente de Asia. La mayoría de los cultivares de tulipán derivan de Tulipa gesneriana.

## Historia
Tulipa se convirtió en una manía a través de Europa y, en particular, los Países Bajos entre 1634 y 1637 en la que se intercambiaron los bulbos por ganado y viviendas. Un solo bulbo, la Semper Augustus, costó 6000 florines en Haarlem, habitualmente se negociaban en las bolsas de valores en toda Holanda. En ese momento, con un florín podría comprar un bushel de trigo. Al igual que con cualquier especulación en productos básicos, las fortunas  se hicieron y perdieron.

## Descripción
La flor y el bulbo pueden causar dermatitis a través del alérgeno tulipósido A, aunque los bulbos pueden ser consumidos con pocos efectos perniciosos. El dulce aroma de las flores hermafroditas aparece durante los meses de abril y mayo. Los bulbos de las flores son muy resistentes a las heladas y pueden tolerar temperaturas inferiores al punto de congelación, un período de baja temperatura es necesario para inducir el crecimiento y florecimiento, desencadenada por un aumento de la sensibilidad a la fitohormona auxina.

## Taxonomía
Tulipa gesneriana fue descrita por Carlos Linneo y publicado en Species Plantarum 1: 306. 1753.